# Спасите Грейс (телесериал)
«Спаси́те Грейс» (англ. Saving Grace) — американская детективная драма с Холли Хантер в главной роли. Сериал транслировался на телеканале TNT с 23 июля 2007 года по 21 июня 2010 года.

## Сюжет
Грейс Ханадарко — детектив с большими эмоциональными проблемами. Она спит с несколькими женатыми мужчинами, всё свободное время проводит в обществе виски и не верит, что Бог помогает людям. Она совершенно разочаровалась в жизни, ей нет никакого дела как до своей жизни, как и до жизней других. Но однажды с ней происходит настоящее чудо... Напившись в стельку в баре она садится за руль автомобиля и насмерть сбивает человека. А потом видит ангела, который представляется Эрлом и передает Грейс послание — Господь дает ей последний шанс...

## Актёры и персонажи
- Холли Хантер — Грейс Ханадарко
- Леон Риппи — Эрл
- Кенни Джонсон — Хэмильтон «Хэм» Дьюи
- Лора Сан Джакомо — Ретта Родригес
- Бэйли Чейз — Бутч Ада
- Грегори Норман Крус — Бобби Стилуотер
- Лоррейн Туссен — капитан Кейт Перри
- Дилан Миннетт — Клэй Норман
- Букем Вудбайн — Леон Кули
- Том Ирвин — отец Джонни Ханадарко
- Яани Кинг  — Нили Ллойд
- Мак Л. Тейлор — Генри Сильвер

## Список серий
| 1. In the Beginning (23 июля 2007) 2. Bring It On, Earl (30 июля 2007) 3. Bless Me, Father, for I Have Sinned (6 августа 2007) 4. Keep Your Damn Wings Off My Nephew (13 августа 2007) 5. Would You Want Me to Tell You? (20 августа 2007) 6. And You Wonder Why I Lie (27 августа 2007) 7. Yeehaw, Geepaw (3 сентября 2007) 8. Everything's Got a Shelf Life (10 сентября 2007) 9. A Language of Angels (17 сентября 2007) 10. It's Better When I Can See You (10 ноября 2008) 11. This Is Way Too Normal for You (10 декабря 2007) 12. Is There a Scarlet Letter on My Breast? (17 декабря 2007) 13. Taco, Tulips, Duck and Spices (18 декабря 2007) | 1. Have a Seat, Earl (14 июля 2008) 2. A Survivor Lives Here (21 июля 2008) 3. A Little Hometown Love (28 июля 2008) 4. It's a Fierce, White-Hot, Mighty Love (4 августа 2008) 5. Do You Love Him? (11 августа 2008) 6. Are You an Indian Princess? (18 августа 2008) 7. You Are My Partner (25 августа 2008) 8. The Heart of a Cop (2 марта 2009) 9. Do You Believe in Second Chances? (9 марта 2009) 10. Take Me Somewhere, Earl (16 марта 2009) 11. The Live Ones (23 марта 2009) 12. But There's Clay (30 марта 2009) 13. So What's the Purpose of a Platypus? (6 апреля 2009) 14. I Believe in Angels (13 апреля 2009) | 1. We're Already Here (16 июня 2009) 2. She's a Lump (23 июня 2009) 3. Watch Siggybaby Burnм (30 июня 2009 4. What Would You Do? (7 июля 2009) 5. Moooooooo (14 июля 2009) 6. Am I Going to Lose Her? (21 июля 2009) 7. That Was No First Kiss (28 июля 2009) 8. Popcorn (4 августа 2009) 9. Looks Like a Lesbian Attack to Me (11 августа 2009) 10. Am I Gonna Die Today? (18 августа 2009) 11. Let's Talk (29 марта 2010) 12. Hear the Birds? (5 апреля 2010) 13. You Can't Save Them All, Grace (12 апреля 2010) 14. I Killed Kristin (24 мая 2010) 15. So Help You God (31 мая 2010) 16. Loose Men in Tight Jeans (7 июня 2010) 17. You Think I'm Gonna Eat My Gun? (14 июня 2010) 18. I Need You to Call Earl (21 июня 2010) 19. I'm Gonna Need a Big Night Light (21 июня 2010) |